# Rudolf Hotowetz
Rudolf Hotowetz (12. října 1865 Říčany – 16. srpna 1945 Praha) byl sekretář pražské Obchodní a živnostenské komory, člen výkonného výboru Živnostenské banky, významný národohospodář a pozdější ministr československých vlád, vládní komisař Všeobecného pensijního ústavu nebo první prezident Orientálního ústavu. Byl velmi publikačně činný a ve svých textech usiloval např. o hospodářské sblížení středoevropských podunajských států.

## Život
Rudolf Hotowetz v letech 1884 až 1888 studoval Právnickou fakultu Univerzity Karlovy, jejíž studia zakončil ziskem titulu doktor práv. Po studiích působil na Českém místodržitelství v Praze a následně roku 1891 přešel do Pražské komory.
Po první světové válce byl jmenován předsedou Československé vývozní a dovozní komise. Protože však nesouhlasil s koncepcí minimálního obchodu o zřízení odborových dovozových a vývozových syndikátů, odchází z této předsednické funkce.
Roku 1920 se stává ministrem bez portfeje ve druhé Tusarově vládě, jehož úkolem je organizovat Úřad pro zahraniční obchod. Úkol se mu zdárně podařilo splnit a v následující vládě, jejímž premiérem byl Jan Černý, se stává ministrem průmyslu, obchodu a živností a správcem Úřadu pro zahraniční obchod. Během svého ministerského působení byl iniciátorem prvních obchodních smluv s Jugoslávií, Francií i dalšími zeměmi. Provedl též důležité zásobovací akce (například dovoz čínské mouky) a připravil reformu celního sazebníku. Ta se ovšem po jeho odchodu z vlády své realizace nedočkala.
Po odchodu z ministerstva (odešel kvůli odmítnutí podpisu zákona zvyšujícího cla na dovoz automobilů, který parlament schválil) se stal vládním komisařem pro Všeobecný penzijní ústav. Úřad během svého působení dokázal pozvednout na důležitou složku sociálního pojištění v tehdejším Československu.
V roce 1925 se podílel na založení organizace Mitteleuropaischer Wirtschaftstag.
Když byl roku 1928 zřízen Orientální ústav, stal se jeho předsedou. Dále byl předsedou Evropského celního spolku a Obchodního národohospodářského ústavu.

## Úspěchy
Rudolf Hotowetz se podílel na propagaci českého průmyslu na světových výstavách (například roku 1900 v Paříži či roku 1906 v italském Miláně). Během svého působení vždy hájil autonomii českých obchodních a živnostenských komor (za první světové války ku příkladu odmítl snahu rakouského ministerstva obchodu o zavedení němčiny v úředním styku českých komor s tímto úřadem).